# Харитонов, Тарас Поликарпович
Тарас Поликарпович Харитонов (15 марта 1899 — 16 июня 1970) — сапёр 51-го отдельного сапёрного батальона (13-й гвардейский стрелковый корпус, 43-й армия, 1-й Прибалтийский фронт) красноармеец - на момент представления к награждению орденом Славы 1-й степени., участник Великой Отечественной войны, кавалер ордена Славы трёх степеней.

## Биография
Родился 15 марта 1899 года в деревне Лужки, ныне Дмитриевского района Курской области, в семье крестьянина. Русский. Образование начальное. В 1920-1923 годах походил службу в Красной армии.
Работал в колхозе. Жил в Волновахском районе Сталинской (Донецкой) области. В первые годы войны оставался на оккупированной территории.
В сентябре 1943 года, после освобождения района частями Красной армии, был вновь призван в армию Волновахским райвоенкоматом. С октября 1943 года участвовал в боях с захватчиками. Воевал на 4-м Украинском и 1-м Прибалтийском фронтах. Сражался сапёром 51-го отдельного сапёрного батальона 13-го гвардейского стрелкового корпуса. Красноармеец Харитонов особо отличился в боях за освобождение Прибалтики и в Восточной Пруссии.
Летом 1944 года 2-я гвардейская армия, в состав которой входил 13-й гвардейский стрелковый корпус на 1-м Прибалтийском фронте. Здесь сапёр Харитонов принимал участие в Вильнюсской и Шяуляйской наступательных операциях, затем отражала контрудары противника западнее и северо-западнее Шяуляя. В октябре участвовал в Мемельской наступательной операции.
7 октября 1944 года у населённого пункта Геткойце (2 км южнее города Пагегяй, Литва) красноармеец Харитонов в составе группы сопровождения танков, при преследовании противника на лесной дроге, разминировал и растащил два завала, освободив дорогу для танков.
21 октября в боях за станцию Пагегяй (Таурагский уезд, Литва) под огнём противника проделал проход в проволочном заграждении. Вместе с пехотой ворвавшись в опорный пункт, участвовал в уничтожении оборонявших его гитлеровцев.
Приказом по войскам 13-го гвардейского стрелкового корпуса № 89/н от 14 декабря 1944 года красноармеец Харитонов Тарас Поликарпович награждён орденом Славы 3-й степени.
К началу 1945 года 13-й гвардейский стрелковый корпус входил в состав 43-й армии. 13 января началась Восточно-Прусская операция. 43-я армия помогала наступлению 3-го Белорусского фронта ударом на Тильзит.
20-21 февраля 1945 года у населённого пункта Куменен (Восточная Пруссия, ныне посёлок Кумачёво Зеленоградский район Калининградской области) под огнём противника установил 24 мины, закрыв проход в минном поле на направлении вражеской контратаки. В последующих боях по закреплению рубежей неоднократно проявил образцы отваги. В бою за важную высоту ринулся в атаку, не отставая от молодых бойцов. В рукопашной схватке уничтожил гитлеровца. Был представлен к награждению медалью «За отвагу».
Приказом по войскам 43-й армии № 75 от 21 марта 1945 года красноармеец Харитонов Тарас Поликарпович награждён орденом Славы 2-й степени.
5-7 апреля 1945 года при штурме города Кёнигсберг (Восточная Пруссия, ныне город Калининград) красноармеец Харитонов неоднократно участвовал в отражении контратак противника, минировании, разрушении оборонительных сооружений и подавлении огневых точек. 7 апреля в составе штурмовой группы блокировал опорный пункт противника - укреплённый дом с огневой точкой. Был ранен, но продолжил установку мин. Совместно с тремя сапёрами взорвал дом, в котором находилась огневая точка немцев. Только после второго ранения был эвакуирован в тыл.
Указом Президиума Верховного Совета СССР  от 19 апреля 1945 года красноармеец Харитонов Тарас Поликарпович награждён орденом Славы 1-й степени. Стал полным кавалером ордена Славы.
День Победы встретил в госпитале. В августе 1945 года старшина Харитонов был демобилизован.
Жил на хуторе Шевченко Волновахского района Донецкой области Украины. Трудился в колхозе. Скончался 16 июня 1970 года. Похоронен Волновахский район.

## Награды
- орден Славы I степени(19.04.1945)[3]
- орден Славы II степени(21.03.1945)[4]
- орден Славы III степени (14.12.1944)[5]
  - медали, в том числе:
  - «За победу над Германией в Великой Отечественной войне 1941—1945 гг.» (1945)[6]
  - «За взятие Кёнигсберг» (09.06.1945)[7]